# Stuffparty 2
Stuffparty 2 är det svenska dansbandet Larz-Kristerz andra album från 2004. Skivsläppet ägde rum den 26 september 2004 på biografen i Älvdalen.

## Låtlista
1. Nu är det lördag igen
2. Sidovagnsmotorcykel
3. Gamla kära tuffa tuff-tuff-tåget
4. Lilla Ann
5. Rara underbara Katarina
6. Den gamla kastanjeallén
7. Tintarella di luna
8. Om du går nu
9. Looky lokky
10. Hela natten är min
11. Är din kärlek sann, Susann?
12. Han måste gå
13. Eva (strippan från Trosa)
14. Alla vägar bär till dig
15. Rocking Robin
16. Djingis Khan
17. Är du ensam nu?
18. To Know Her Is to Love Her
19. Gamla kära tuffa tuff-tuff-tåget (bonusspår)

## Övrigt
- Låten "Är din kärlek sann, Susann?" är skriven av bandmedlemmen Peter Larsson, och det är enda gången Larz Kristerz använt sig av en egenskriven låt på något album.
- Efter sista låten finns ett bonusspår, en skämtsam reggaeversion av "Gamla kära tuffa tuff-tuff-tåget".